# هاني الطيار
هاني الطيار لاعب كرة قدم سوري من مواليد حمص، يلعب مع الكرامة الحمصي، وهو يلعب مع المنتخب السوري الشاب.

## روابط خارجية
- هاني الطيار على موقع الاتحاد الدولي (مؤرشف)  (الإنجليزية)
- هاني الطيار على موقع قاعدة بيانات كرة القدم.إي يو (الإنجليزية)
- هاني الطيار على موقع ناشيونال فوتبول تيمز (الإنجليزية)
- هاني الطيار على موقع عالم كرة القدم.نت (الإنجليزية)
- هاني الطيار على موقع كووورة